# Aplodontia rufa
Aplodonte, Castor de montagne
Genre
Espèce
Statut de conservation UICN

 LC  : Préoccupation mineure
Aplodontia rufa, le castor de montagne ou l'aplodonte, est un rongeur d'Amérique du Nord de la famille des Aplodontidés, le seul de son genre. Synonymes : Sewell, Aplodontie.
Il est apparenté aux écureuils et aux castors, mais forme une famille à part. C'est un rongeur assez grand (avec un corps de 30 à 46 cm de long, mais une queue très courte, de 1 à 2 cm, et un poids de 0,9 à 1,8 kg).

## Description de l'espèce

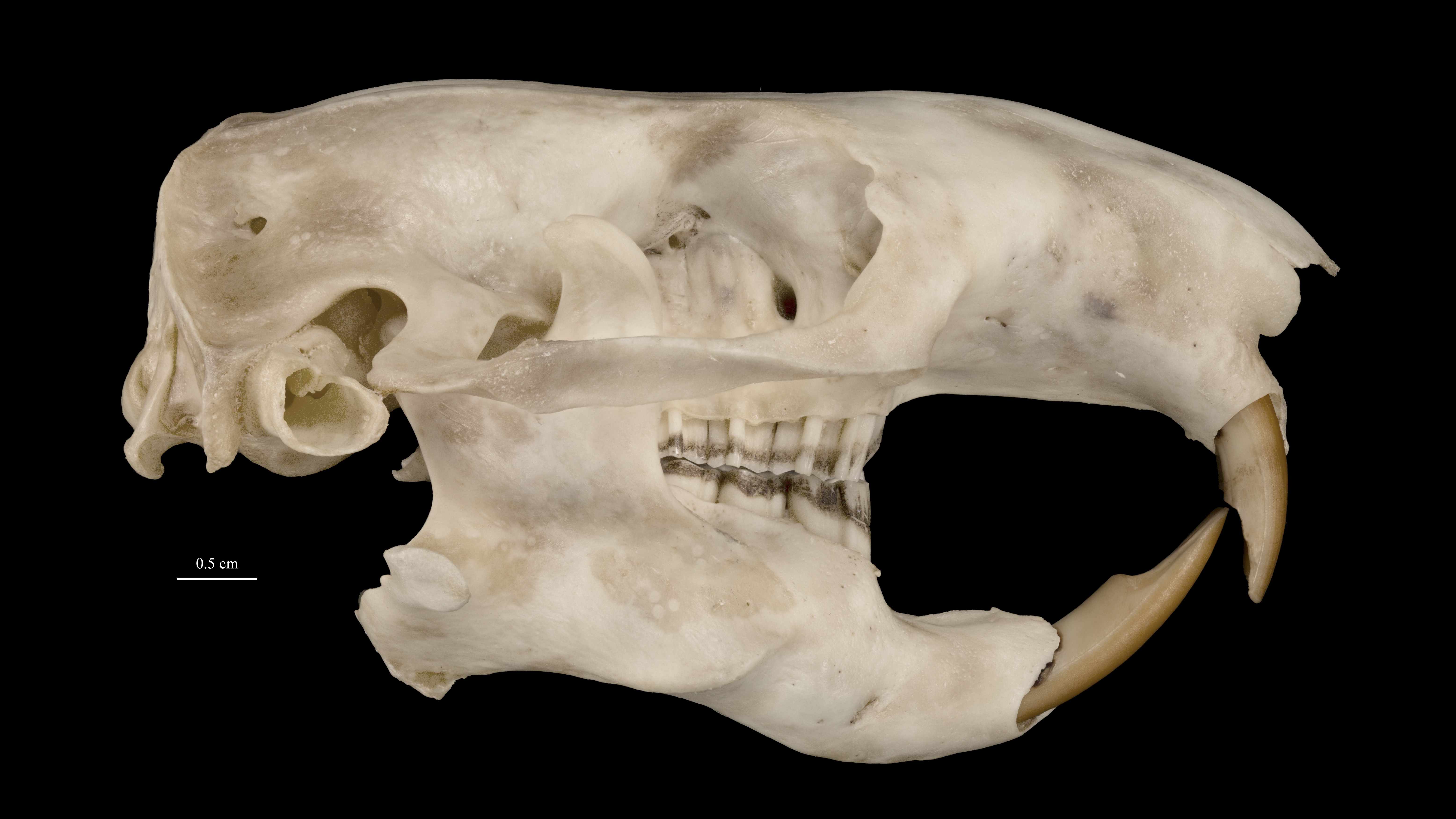
Crâne d'un Aplodontia rufa en vue latérale.

Il vit dans les forêts de montagne humides de la côte pacifique de l'Amérique du Nord, au Canada et aux États-Unis, de la Colombie-Britannique à la Californie. Mais il n'est pas spécialement attiré par l'eau, contrairement à ce que son nom pourrait laisser suggérer.
Cet animal creuse des terriers peu profonds mais ramifiés, où il vit seul ou en couple. Il n'hiberne pas.
La femelle met au monde 2 à 6 petits au bout d'un mois de gestation.
L'espèce est classée comme de préoccupation mineuree par l'UICN.